# Aussig (Schiff, 1858)
Der Raddampfer Aussig wurde 1858 in der Schiffswerft Blasewitz aus angelieferten Teilen gebaut. Hersteller der Schiffsteile war die Schweizer Maschinenbauanstalt Escher Wyss & Co. in Zürich.

## Die Zeit bis 1903
Nach der Indienststellung als Glattdeckdampfer fuhr das Schiff für die Vereinigte Sächsisch-Böhmische Dampfschiffahrt, die im März 1867 in die Sächsisch-Böhmische Dampfschiffahrts-Gesellschaft (SBDG) umgewandelt wurde. Es war das erste Schiff in Sachsen mit Patent-Seitenrädern.
Um es dem Zugriff des Königreiches Preußen zu entziehen, wurde das Schiff im Mai 1866 im Vorfeld des Preußisch-Österreichischen Kriegs nach Theresienstadt verlegt und erst nach Kriegsende im August 1866 wieder nach Dresden verlegt.
Im Jahr 1867 war das Schiff nicht in Fahrt. Es wurde in Reserve gehalten. 1868 war es als Schleppdampfer im Einsatz.
1874 wurde der Zwei-Flammrohr-Kofferkessel durch einen neuen Zwei-Flammrohr-Kofferkessel ersetzt. Im Jahr 1875 wurde das Schiff einem kompletten Umbau unterzogen, bei dem es um 3,68 m verlängert wurde. Die Kesselanlage und die Dampfmaschine wurden verschrottet. Der neue Kessel und die Dampfmaschine wurden von der Prager Maschinenbau-Aktiengesellschaft vorm. Ruston & Co. geliefert. 1888 erhielt das Schiff erneut einen neuen Dampfkessel. Dieser wurde von der Sächsische Dampfschiffs- und Maschinenbauanstalt der Oesterreichischen Nordwest Dampfschiffahrtsgesellschaft in Dresden geliefert.
1901 wurde das Schiff umgebaut und erhielt eine Dampfsteuermaschine. Im Herbst 1902 wurde das Schiff an den aus Krippen stammenden Eduard Täubrich für 24.500 Mark verkauft.

## Die Zeit nach dem Verkauf

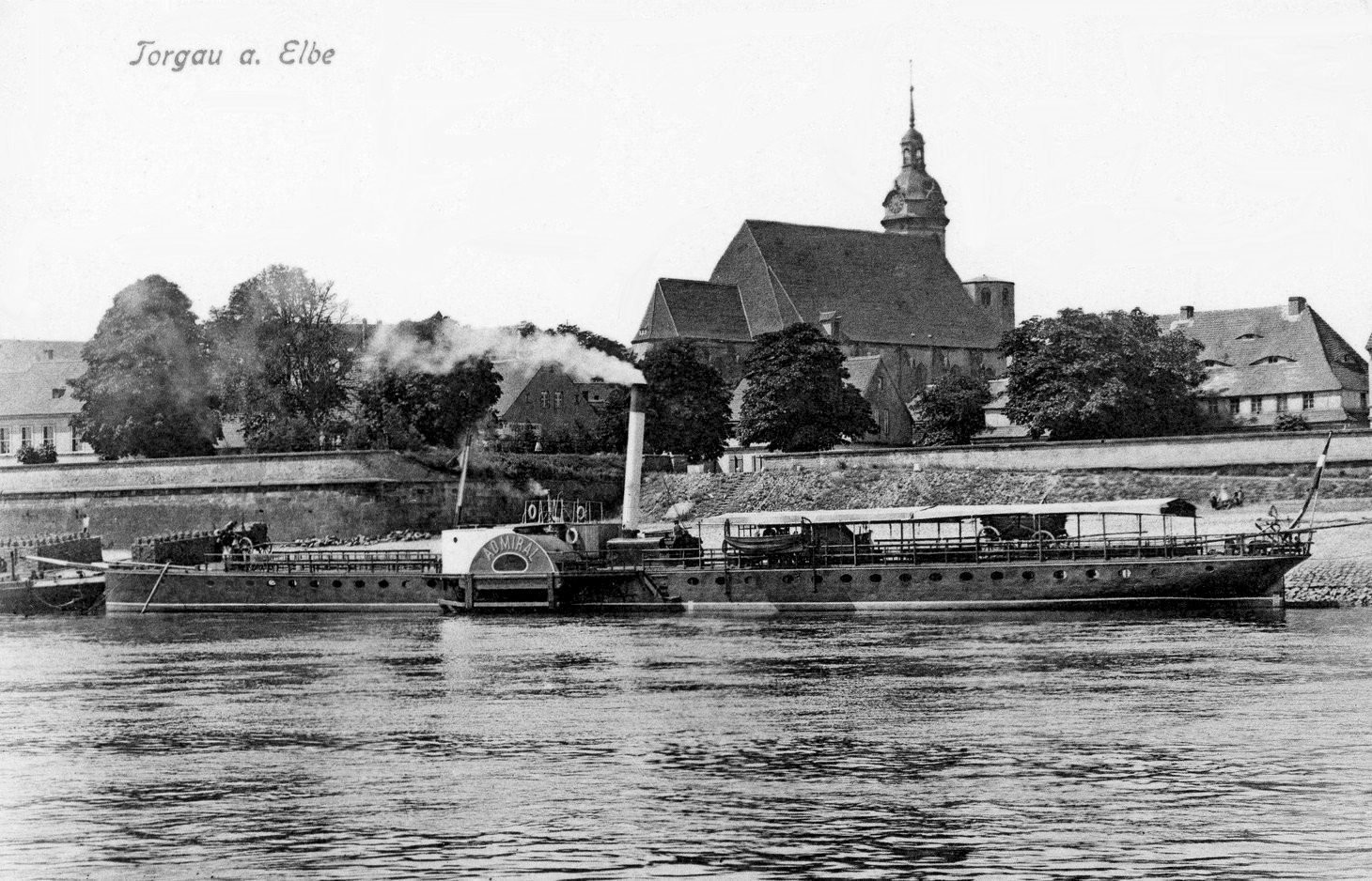
Raddampfer Admiral in Torgau

Zum Einsatz kam es bei der Anhaltischen Dampfschiffahrt mit Sitz in Roßlau. Das Schiff erhielt hier den Namen Courier. Im Ausflugsverkehr bediente es die Strecken Kornhaus (Dessau) – Coswig sowie Roßlau – Barby. Daneben wurde es auch als Frachtschiff auf der Strecke Magdeburg –  Mühlberg genutzt.
Im Jahr 1909 wurde es an Otto und Paul Wernecke nach Magdeburg verkauft. Hier kam es dann unter dem Namen Admiral zum Einsatz. Um 1915 wurde das Schiff dann abgewrackt.

## Die Dampfmaschine
Die Dampfmaschine, wie auch der erste Zwei-Flammrohr-Kofferkessel, wurden von der Schweizer Maschinenbauanstalt Escher Wyss & Co. in Zürich gebaut. Es handelte sich um eine oszillierende Niederdruck-Zweizylinder-Zwillings-Dampfmaschine mit einer Leistung von 140 PS. 1875 wurde die vorhandene Maschine durch eine oszillierende Hochdruck-Zweizylinder-Verbund-Dampfmaschine ersetzt. Die Maschine wie auch der Zwei-Flammrohr-Zylinderkessel mit 5 bar Dampfdruck wurden von der Prager Maschinenbau-Aktiengesellschaft vorm. Ruston & Co. gebaut.

## Kapitäne des Schiffes
- Friedrich Gotthelf Keilig 1859–1863
- Unbekannt 1864
- Hora, Sen. 1865
- W. Döppe 1866
- Carl Gottlieb Gretzschel 1868
- August Hermann Froede 1869–1870
- Franz Rosche 1871–1872
- Wilhelm Hübel 1873
- Carl Friedrich Klemm 1874
- Samuel August Füssel 1875–1885
- Gustav Adolf Thieme 1886
- Carl Eduard Richter 1887–1888
- Julius Hermann Steglich 1889–1891
- Carl Friedrich Jahn 1892–1894
- Benjamin Beckel 1895–1896
- Ernst Adolf Kleinert 1897
- Ernst August Jahn 1898–1902